# Orłowo (Kolno)
Orłowo (deutsch Orlowo, 1938 bis 1945 Orlen) war ein Ort in der polnischen Woiwodschaft Ermland-Masuren. Die Ortsstelle liegt im Gebiet der Gmina Kolno (Landgemeinde Groß Köllen) im Powiat Olsztyński (Kreis Allenstein).

## Geographische Lage
Die Ortsstelle Orłowos liegt in der nördlichen Mitte der Woiwodschaft Ermland-Masuren, 15 Kilometer südwestlich der einstigen Kreisstadt Rößel (polnisch Reszel) bzw. 39 Kilometer nordöstlich der heutigen Kreismetropole und auch Woiwodschaftshauptstadt Olsztyn (deutsch Allenstein).

## Geschichte
Der kleine Ort Orlowo war ein Vorwerk und gehörte vor 1945 zu Bergenthal (polnisch Górowo). Im Jahre 1787 wurde es als „adliges Vorwerk“ mit zwei Feuerstellen erwähnt, im Jahre 1820 als „adliges Vorwerk“ mit drei Feuerstellen bei 20 Einwohnern.
Die Zahl der Einwohner belief sich 1885 auf 38, und 1905 bereits auf 70. Am 3. Juni – offiziell bestätigt am 16. Juli – 1938 wurde Orlowo aus politisch-ideologischen Gründen der Abwehr fremdländisch klingender Ortsnamen in „Orlen“ umbenannt.
Als in Kriegsfolge 1945 das gesamte südliche Ostpreußen an Polen fiel, erhielt Orlen die polnische Namensform „Orłowo“. Es ist nicht belegt, ob Orłowo neu besiedelt wurde. Heute wird der Ort offiziell nicht mehr erwähnt und gilt als aufgegeben bzw. untergegangen. Seine Ortsstelle gehört zum  Bereich der Landgemeinde Kolno (Groß Köllen) im Powiat Olsztyński (Kreis Allenstein).

## Kirche
Bis 1945 war Orlowo resp. Orlen in die evangelische Kirche Bischofsburg (polnisch Biskupiec) in der Kirchenprovinz Ostpreußen der Kirche der Altpreußischen Union, außerdem in die römisch-katholische Kirche Kolno (Groß Köllen) im damaligen Bistum Ermland eingepfarrt.

## Verkehr
Die Ortsstelle Orłowos liegt an einem Verbindungsweg, der von Kolno (Groß Köllen) nach Kruzy (Krausen) führt. Auch von Kolenko (Klein Köllen) aus ist Orłowo zu erreichen.